# Eselgraben (Nesselgraben)
Der Eselgraben ist ein knapp 900 Meter langer Bach des Südschwarzwaldes, der in Zell im Wiesental unterhalb des Wildgeheges im baden-württembergischen Landkreis Lörrach von links und Südosten in den Nesselgraben mündet.

## Geographie

### Verlauf
Der Eselgraben entspringt am Westhang der Hohen Möhr unterhalb der Hebelhöhe auf etwa 720 m ü. NHN. Er fließt in nordwestlicher Richtung in seinem bewaldeten Tal hinab, das im späteren Verlauf zu seiner Wiesenaue wird. Im Zeller Wildgehege durchläuft er die Koppeln für das Rot- und Schwarzwild, ehe er von links und Südosten in den Nesselgraben mündet.
Der etwa 900 Meter lange Lauf des Eselgrabens endet ungefähr 250 Höhenmeter unterhalb seiner Quelle, er hat somit ein mittleres Sohlgefälle von etwa 28 %.

### Einzugsgebiet
Das naturräumlich zum Südschwarzwald gehörende Einzugsgebiet ist etwa 22 ha groß und liegt zu über 90 % im Stadtgebiet von Zell im Wiesental, der übrige Anteil im Süden liegt auf der Stadtteilgemarkung Raitbach von Schopfheim. Der höchste Punkt des Einzugsgebiets über der tief eingekerbten Tallandschaft liegt auf der Hebelhöhe auf 829 m ü. NHN.
Die Einzugsgebiete der folgenden Nachbargewässer grenzen an:
- Im Norden und Osten konkurriert der Nesselgraben, in den der Eselgraben mündet;
- im Süden fließen der Mäusebach und der Engenaubach, die beide talabwärts des Nesselbachs in die Wiese münden;
- im Westen entwässert der technisch so genannten NN-XS3, der wenig unterhalb des Eselgrabens ebenfalls in den Nesselgraben mündet.

### Zuflüsse
Auf der amtlichen topographischen Karte sind lediglich zwei namenlose Hangwaldzuflüsse zum Eselgraben eingezeichnet, die in einem Kreis von 40 Metern Radius um die Hauptquelle des Eselgrabens entspringen und auch münden – einer von links und Süden, der andere von rechts und Westen.

### Flusssystem Wiese
- Fließgewässer im Flusssystem Wiese

## Hinweis
Im Stadtgebiet von Zell im Wiesental gibt es rund fünf Kilometer weiter nördlich einen Bach mit dem Namen Eselsgraben, der oberhalb des Mambacher Hofs Mühlschau in die Wiese mündet.